# Ремовац
Ремовац је насељено место у општини Ђуловац (до 1991. Миоковићево), у сјеверозападној Славонији, Република Хрватска.

## Историја
До територијалне реорганизације у Хрватској насеље се налазило у саставу бивше велике општине Дарувар.

## Становништво
По попису из 2011. године насеље је имало 19 становника.
| Националност       | 1991.       | 1981.       | 1971.        | 1961.        |
| Срби               | 40 (85,10%) | 56 (83,58%) | 103 (89,56%) | 123 (87,23%) |
| Хрвати             | 5 (10,63%)  | 4 (5,97%)   | 12 (10,43%)  | 14 (9,92%)   |
| Југословени        | 1 (2,12%)   | 6 (8,95%)   | 0            | 0            |
| остали и непознато | 1 (2,12%)   | 1 (1,49%)   | 0            | 4 (2,83%)    |
| Укупно             | 47          | 67          | 115          | 141          |